# Freddie Oversteegen

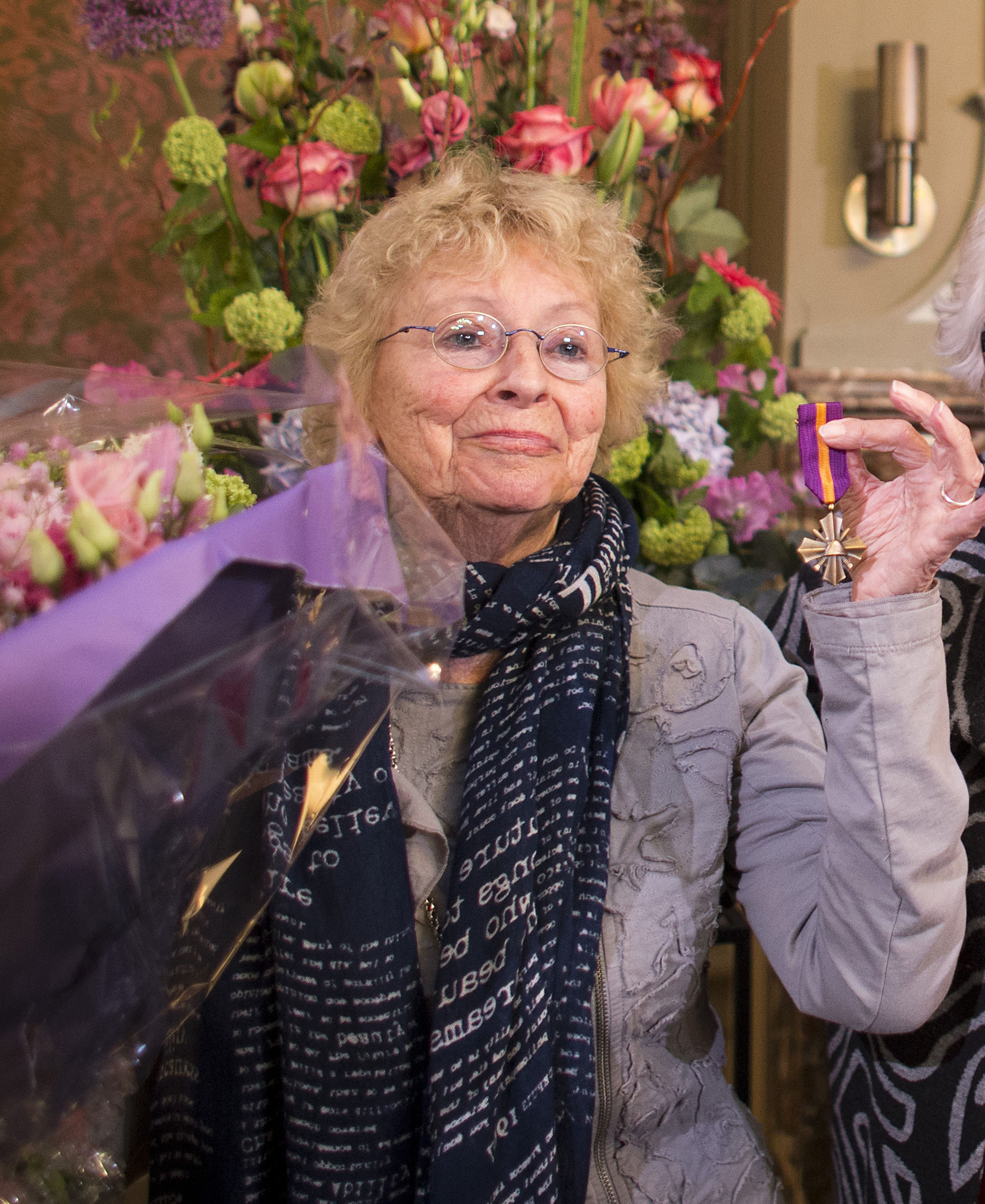
Freddie Dekker-Oversteegen

Freddie Nanda Dekker-Oversteegen (ur. 6 września 1925 w Schoten, zm. 5 września 2018 w Driehuis) – członkini holenderskiego ruchu oporu podczas II wojny światowej.

## Życiorys

### Wczesne życie
Freddie Oversteegen urodziła się 6 września 1925 roku w holenderskiej wsi Schoten (obecnie część Haarlemu) jako córka Trijntje van der Molen i Jacoba Wilhelma Oversteegena, miała starszą siostrę Truus Menger-Oversteegen, która także została członkinią ruchu oporu. Początkowo jej rodzina mieszkała na łodzi mieszkalnej w Schoten. Gdy jej rodzice rozstali się w 1933, jej matka wraz z córkami przeprowadziły się do małego mieszkania. Późnej Trijntje ponownie wyszła za mąż i urodziła przyrodniego brata Freddie - Robbiego. Trijntje, robotnica i komunistka, miała silne poczucie sprawiedliwości i przekazała dwóm córkom, że sprzeciwianie się niesprawiedliwości jest słuszne i ważne. Chociaż rodzina była biedna i żyła w bardzo ciasnych i trudnych warunkach, zaraz po 1933 roku przyjęła do siebie ludzi, którzy uciekli przed terrorem w III Rzeszy, w większości prześladowanych politycznie - komunistów i socjalistów, ale także Żydów. Później Freddie przypomniała sobie, że kobieta z szesnastoletnim synem, którego mąż przebywał w obozie koncentracyjnym w Niemczech, została przygarnięta przez matkę i ukryta. Dzięki przykładowi matki Freddie i jej siostra Truus zrozumiały, że działania należy podejmować, gdy są konieczne, nawet jeśli są niebezpieczne. Freddie i jej siostra początkowo były członkiniami socjalistycznego ruchu młodzieżowego Arbeiders Jeugd Centrale zorganizowanego przez Socjaldemokratyczną Partię Robotniczą Holandii i holenderską konfederację związków zawodowych. Kiedy AJC dowiedziało się, że matka sióstr jest komunistką, wyrzucono je, wtedy siostry dołączyły do NJC (Nederlandse Jeugd Federatie) - komunistycznej grupy młodzieżowej.

### Ruch oporu
Po zajęciu Holandii przez wojska nazistowskie w maju 1940 roku, cała rodzina stawiała opór. Matka tworzyła ulotki skierowane przeciwko niemieckiemu reżimowi okupacyjnemu nawołując do oporu. Freddie i Truus pomagały w jej produkcji i dystrybucji. Rozwieszały plakaty, które miały ostrzegać Holendrów przed werbowaniem się do pracy w Niemczech: „Za każdego Holendra, który pracuje w Niemczech, Niemiec pójdzie na front!”.
Działania te zwróciły na nich uwagę Fransa van der Wiel - przywódcy koła ruchu oporu w Haarlemie, podgrupy większego Raad van Verzet (in het Koninkrijk der Nederlanden) (RVV) utworzonego w 1943 roku. Van der Wiel zdawał sobie sprawę z możliwości jakie by się pojawiły, gdyby udało mu się zwerbować Freddie i Truus do ruchu oporu. Freddie miała wtedy 14 lat, a Truus 16. Okupanci raczej  nie podejrzewali tak młodych dziewcząt o pracę w ruchu oporu. Przemówił więc do matki i jej dwóch córek. Za zgodą matki dziewczynki zgodziły się pracować w ruchu oporu. 
Truus Oversteegen, wspominała: Dopiero później [Frans van der Wiel] powiedział nam, co właściwie będziemy musiały robić: sabotować mosty i linie kolejowe. Powiedziałyśmy mu, że chciałybyśmy to zrobić. Następnie dowódca dodał: „I nauczcie się strzelać – strzelać do nazistów”. Pamiętam, jak moja siostra powiedziała: „Cóż, to jest coś, czego nigdy wcześniej nie robiłam!”.
Powstała siedmioosobowa grupa oporu, Freddie i Truus były w niej jedynymi dziewczynami. Wkrótce niemieckie siły okupacyjne intensywnie poszukiwały obu dziewczynek. W 1943 roku, aby uniknąć schwytania, siostry Oversteegen pracowały na pół etatu w szpitalu ratunkowym w Enschede, ciągle zmieniając adresy i mieszkania. Po tym, jak Hannie Schaft skontaktowała się z Freddie i Truus w Enschede, trzy młode kobiety utworzyły komórkę ruchu oporu, która działała w dużej mierze niezależnie. Częścią ich standardowego wyposażenia był pistolet. Rozprowadzały nielegalnie gazety, pomagały Żydom (zwłaszcza dzieciom żydowskim), homoseksualistom i prześladowanym politycznie ukrywać się przed narodowymi socjalistami, przemycać ich za granicę lub pomagać w ucieczce z obozów koncentracyjnych. Transportowały broń innym członkom ruchu oporu, przeprowadzały akcje sabotażowe, wysadzały dynamitem ważne dla okupanta mosty i tory kolejowe, podpalały ważne wojskowe obiekty produkcyjne, zbierały informacje o obiektach wojskowych, bunkrach i polach minowych. Likwidowały niemieckich okupantów strzelając do nich podczas jazdy na rowerze. Wabiły również miłosnymi obietnicami ofiary z barów i pubów do pobliskich lasów, gdzie następnie byli oni zabijani. Celem ich ataków byli również holenderscy kolaboranci nazistowscy i zdrajcy we własnych szeregach. 
Trzy dziewczyny wpadły w spiralę coraz ostrzejszych działań, które bynajmniej nie pozostawiły po sobie emocjonalnego śladu. Freddie nie żałowała swoich działań: „Nie miałam współczucia. Ja nie strzelałam do człowieka, ale do wroga, który zdradził innych ludzi”. Jako starsza kobieta powiedziała w wywiadzie: „Tak, sama pociągałam za spust i patrzyłam jak upadają. A co się w nas dzieje w takim momencie? Chcesz pomóc im wstać ponownie. […] Ale trzeba było to zrobić. To było zło konieczne.”. Kiedy Freddie została zapytana kiedyś, ilu wrogów zabiła, odpowiedziała: „Żołnierza nie powinno się o to pytać”.

### Okres powojenny

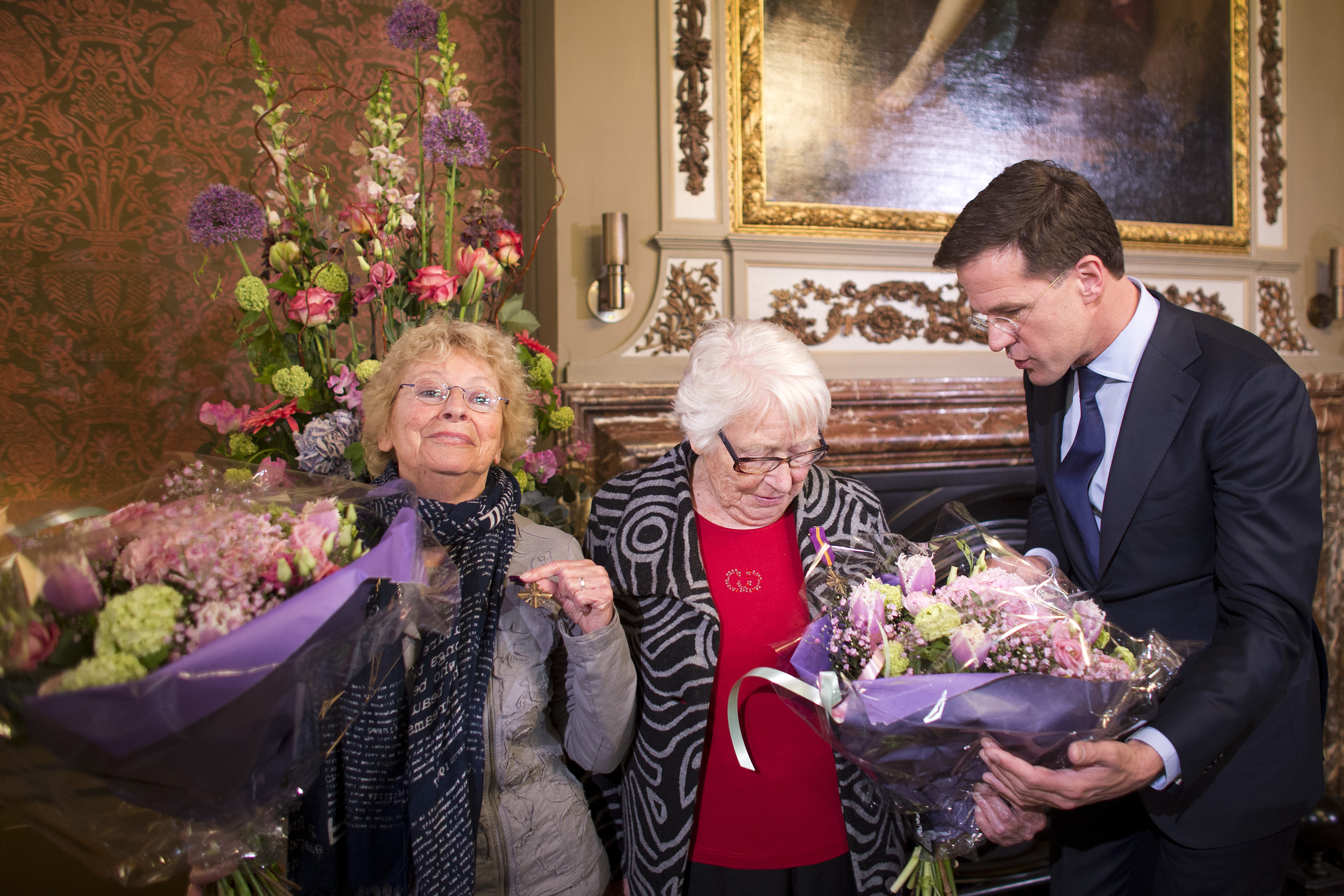
Freddie Oversteegen (po lewej), Truus Oversteegen (pośrodku) oraz premier Holandii Mark Rutte

Okres powojenny nie był łatwy dla Freddie. Rozpoczęła się zimna wojna, przewagę zyskał makkartyzm. Komunistyczni bojownicy ruchu oporu wypadli z łask, a rząd holenderski, który był antykomunistyczny próbował również stłumić pamięć o śmierci Hannie Schaft w 1951 roku. Wobec tego wystarczyło, że Freddie była członkinią komunistycznej organizacji młodzieżowej, żeby odepchnąć ją na bok i objąć zapomnieniem jej zasługi. Freddie wkrótce poczuła się wydalona we własnym kraju, dla którego wielokrotnie ryzykowała życiem. W wyniku tego całkowicie odwróciła się od polityki i poświęciła się życiu prywatnemu. Wyszła za mąż za inżyniera Jana Dekkera, zajmowała się domem i wychowywała trójkę dzieci. 
W przeciwieństwie do swojej siostry Truus, która poślubiła innego bojownika ruchu oporu i otwarcie opowiadała o swoich doświadczeniach, Freddie zamknęła się i miała duże trudności w mówieniu o tym, co się wtedy działo. Dopiero dzięki filmowi o Hannie Schaft z 1981 roku - Dziewczyna o rudych włosach - siostry Oversteegen ponownie pojawiły się w oczach opinii publicznej. Freddie została członkinią zarządu Narodowej Fundacji Hannie Schaft, założonej przez jej siostrę. Jednak dopiero w 2004 roku obie otrzymały uznanie od rządu holenderskiego i zostały odznaczone Krzyżem Mobilizacji Wojennej (Holandia). Ówczesny premier Holandii, Mark Rutte nazwał to aktem historycznej sprawiedliwości. W Haarlemie nazwano ulicę jej imieniem. 
Pod koniec życia Freddie Oversteegen była gotowa porozmawiać z dwoma dokumentalistami, o swoich doświadczeniach z czasów drugiej wojny światowej. W ten sposób powstał dokument Twee zussen in verzet. W 2018 roku ukazała się powieść dla młodych dorosłych Het meisje met de vlechtjes: gebaseerd op het waargebeurde verhaal van Nederlands jongste verzetsmeisje autorstwa Wilmy Geldof na podstawie jej osobistych rozmów z Freddie. Sophie Poldermans, która długo po wojnie przyjaźniła się z obiema siostrami, napisała książkę o obu siostrach oraz o Hannie Schaft.
Pod koniec swojego życia Freddie doświadczyła serii ataków serca. Umarła 5 września 2018 w domu opieki we wsi Driehuis, jeden dzień przed swoimi 93. urodzinami.